# شینشیرو، آیچی
شینشیرو، آیچی از شهرهای استان آیچی ژاپن است که جمعیت آن در ۱ ژانویه ۲۰۰۸ ۵۱٬۳۲۶ نفر بوده‌است.